# Porter Wagoner
Porter Wayne Wagoner, conosciuto come Porter Wagoner (West Plains, 12 agosto 1927 – Nashville, 28 ottobre 2007), è stato un cantante statunitense.

## Biografia
Originario della cittadina di West Plains in Missouri è stato tra i più importanti e popolari cantanti country statunitensi. La sua lunga carriera, che comprende tra l'altro ben 81 singoli piazzatisi nelle classifiche di vendita statunitensi, gli ha valso l'inclusione nella Country Music Hall of Fame e diversi premi Grammy. Il suo show televisivo, The Porter Wagoner Show, è andato in onda per oltre vent'anni, dal 1960 al 1981, ed è ricordato anche perché fu in questo show che Wagoner lanciò alla fine degli anni sessanta Dolly Parton, in seguito diventata una delle star di maggior successo della storia della musica country.
Nel 1982 viene chiamato da Clint Eastwood per l'interpretazione di un cantante country nel film da lui diretto Honkytonk Man. Fra i suoi brani più celebri si possono ricordare A Satisfied Mind (1955), Misery Loves Company (1955) e Please Don't Stop Loving Me, in duo con Parton (1974).

## Discografia
- Satisfied Mind, 1956
- Sing Duets, 1962
- Slice of Life-Songs Happy 'N' Sad, 1962
- The Porter Wagoner Show, 1963
- Y'All Come, 1963
- Porter Wagoner in Person, 1964
- Confessions of a Broken Man, 1966
- Live on the Road, 1966
- On the Road: The Porter Wagoner Show, 1966
- The Grand Ole Gospel, 1966
- Green, Green Grass of Home, 1967
- More Grand Ole Gospel, 1967
- Soul of a Convict & Other Great Prison Songs, 1967
- The Cold Hard Facts of Life, 1967
- In Gospel Country, 1968
- Just Between You and Me, 1968
- The Bottom of the Bottle, 1968
- Just the Two of Us, 1968
- Always, Always, 1969
- Me and My Boys, 1969
- The Carroll County Accident, 1969
- Three Country Gentlemen, 1969
- Porter Wayne and Dolly Rebecca, 1970
- Porter Wagoner & Dolly Parton, 1970
- Skidrow Joe-Down in the Alley, 1970
- You Got-ta Have a License, 1970
- Once More, 1970
- Porter Wagoner Sings His Own, 1971
- The Best of Porter Wagoner and Dolly Parton, 1971
- Simple as I Am, 1971
- Two of a Kind, 1971
- Ballads of Love, 1972
- Experience, 1972
- The Right Combination/Burning the Midnight Oil, 1972
- What Ain't to Be, Just Might Happen, 1972
- Together Always, 1972
- We Found It, 1972
- I'll Keep on Loving You, 1973
- Love and Music, 1973
- The Farmer, 1973
- Highway Headin' South, 1974
- Porter 'n' Dolly, 1974
- Tore Down, 1974
- Sing Some Love Songs, Porter Wagoner, 1975
- Say Forever You'll Be Mine, 1975
- Porter, 1977
- Porter Wagoner Today, 1979
- Porter & Dolly, 1980
- A Fool Like Me, 1981
- Not a Cloud in the Sky, 1981
- Viva Porter Wagoner, 1983
- Sorrow on the Rocks, 1989
- The Best I've Ever Been, 2000
- Unplugged, 2002
- 22 Grand Ole Gospel 2003, 2003
- Something to Brag About, 2004
- 18 Grand Ole Gospel 2005, 2005
- Gospel 2006, 2006
- The Versatile, 2006
- Wagonmaster, 2007
- Best of Grand Old Gospel 2008, 2008